# Madonna Barrymore
La Madonna Barrymore è un dipinto a olio su tela (56x41 cm) di Correggio, databile al 1508-1510 circa e conservato nella National Gallery of Art di Washington.

## Storia
L'opera è nota da Settecento, quando si trovava probabilmente nella raccolta di John Smith-Barry a Marbury Hall, presso Northwich nel Cheshire. Tramandata dai suoi eredi, il 21 giugno 1933 fu messa all'asta da Sotheby's a Londra come opera di Mantegna. Fu acquistata quindi da Borenius per i Duveen Brothers, i quali la cedettero poi, nel marzo 1937, a Samuel H. Kress, che nel 1939 la donò al nascente museo.
L'attribuzione al Correggio si deve a Corrado Ricci (1930), uno fra i più insigni studiosi dell'artista emiliano. Fu accettata da Roberto Longhi (1958) e da Arturo Carlo Quintavalle (1970) ma successivamente non ebbe il favore di Cecil Gould (1976) che la registrò fra le opere incerte, riportando la classificazione dell'inventario della collezione Kress dove era considerata di Mantegna (1959) e del “circolo di Mantegna, forse del Correggio” (1968).

## Descrizione e stile
In effetti questo lavoro riflette bene l'affinità del Correggio giovane con i modi di Mantegna, artista che fu il suo maestro, secondo una tradizione  letteraria  che è registrata a partire dal tardo Cinquecento/primo Seicento: la prima citazione in questo senso si deve a Pablo de Céspedes (ante 1604) dove Correggio è dichiarato "allievo" del Mantegna, la seconda a Ippolito Donesmondi (1612) che parlò più genericamente di un'imitazione dei modi di Mantegna. Recentemente David Ekserdjian (1997) ha riabilitato l'opera come lavoro giovanile del Correggio da collocarsi fra il 1508 e il 1510, sottolineando come il dipinto sia stilisticamente vicino ai discussi affreschi della chiesa di Sant'Andrea a Mantova.
Il carattere mantegnesco dell'opera è ravvisabile soprattutto nella sua iconografia e nella scelta cromatica di stagliare le figure su un compatto fondo scuro, in particolare si osservino le due Madonne di Mantegna conservate rispettivamente al Poldi Pezzoli di Milano e alla Gemäldegalerie di Berlino. Prendendo spunto da questa tradizione iconografica che voleva la rappresentazione della Vergine a mezzo busto e puntava sul rapporto di intimità affettuosa fra la madre e il Bambino, il Correggio riuscì a creare un'opera pervasa dalla stessa atmosfera sognante e assorta che si incontra nella Giuditta di Strasburgo. Qui l'immagine è intrisa di una luce tersa e delicata sostenuta da una tavolozza quasi monocroma dove il colore pare steso per velature successive rivelando già quella capacità di "toccare" i colori che Vasari avrebbe più tardi elogiato nella maniera del Correggio.
Per il soggetto e le ridotte dimensioni il dipinto era chiaramente destinato a una devozione privata ma doveva trattarsi di un committente di una certa importanza se il Correggio riservò tanta accuratezza nel rendere tanti minuti dettagli: come le singole pieghe del corpetto della Vergine o la decorazione raffinata che incornicia l'orlo del suo abito verde oliva che viene illuminato dal bel drappeggio bianco luminoso a cui spetta chiudere elegantemente il quadro al margine sinistro.